# Марина Траденкова
Марина Траденкова (рус. Марина Евгеньевна Транденкова; девојачко Кривошеина; Рига, СССР, 7. јануар 1967) је совјетска и руска атлетичарка, тркачица на 100 и 200 метара и Заслужни мајстор спорта Русије.
Сребрну медаљу на Олимпијским играма 1992. у Барселони за ЗНД у штафети 4 х 100 метара у којој су још биле Олга Богословска, Галина Малчугина и Ирина Привалова. Две године касније на Европском првенству 1994. такође у штафети поново осваја сребро. Састав штафете је био измењен јер је Олгу Богословску заменила Наталија Анисимова. Траденкова је 1995. и 1996. била првак Русије у дисциплини трчања на 200 метара.
Године 1996, током Олимпијских игара у Атланти, заједно са неколико других спортиста је ухваћена у узимању забрањених супстанци уочи олимпијских игара. Као резултат поступка није дисквалификована, јер није било доказа да је лек за било коју сврху, осим за јачање имунолошког система.
На Играма 2000. у Сиднеј поново је у саставу штафете, која осваја 5 место.
Живи у Санкт Петербургу. Удата је за Игора Траденкова руског скакача мотком двоструког освајача медаља на Олимпијским играма 1992. и 1996..

### Лични рекорди Марине Траденкове
на отвореном
- 100 метара — 11,06 сек (2. јул 1996. Санкт Петербург)
- 200 метара — 22,44 сек (9. јул 1996 Моначил

у дворани
- 60 метара — 7,24 сек (27. јануар 2000. Москва)
- 200 метара — 23,15 сек (5. март 1988. Минск